# Gornji Četar
Gornji Četar (madžarsko Felsőcsatár, nemško Ober-Schilding, gradiščansko Zgornji Četar) je vas na Madžarskem, ki upravno spada pod podregijo Szombathelyi Železne županije.